# La Quiete
La Quiete jest zespołem screamo z Bolonii / Forlì we Włoszech. Jego muzyka zachowuje charakterystyczne dla gatunku cechy, jak ciężkie brzmienie gitar przeplatane wolnymi, spokojnymi partiami, oraz krzyk. Szczególnie nowsze dokonania zespołu zawierają łagodne przejścia oraz melodyjne partie gitar.
Zespół pozostaje niezależny, będąc wiernym etyce DIY. Współpracuje z różnymi europejskimi wytwórniami hardcore i screamo, takimi jak niemieckie React With Protest.

## Członkowie
- Rocco - gitara
- Cebio - gitara
- Angelino - bass
- Michele - perkusja
- Fulvio - wokal

W La Quiete grają członkowie takich zespołów jak Raein czy The Death Of Anna Karina (Rocco).

## Dyskografia
- Split 7" z Acrimonie (Life Of Hate) 2002
- Split 7" z The Apoplexy Twist Orchestra (Heroine Records) 2003
- Split 7" z Catena Collapse (Heroine Records / Adagio 830 Records) 2003
- Split 7" z K.C. Milan (Cragstan Astronaut) 2004
- Split 7" z The Pine (Broken Hearts Club) 2004
- Split 10"/cd z Louise Cyphre (Electric Human Project) 2005
- La Fine Non è la Fine Lp/cd/10" (Gasping For Breath / React With Protest / Heroine) 2004
- La Quiete 7" (Pure Pain Sugar) 2006

Zespół wydał także płytę Tenpeun '01-'05 (Perpetual Motion Machine, 2006) zawierającą utwory ze splitów z KC Milan, The Pine, Catena Collapse, The Apoplexy Twist Orchestra i Acrimonie, także ze składanek, dema, oraz dwa utwory wcześniej nigdzie nie wydane .